# 冉姓
冉，中文姓氏。百家姓第301位。

## 來源
- 出自姬姓，是周文王的后裔。文王第十子季载，武王封之于聃（今河南新郑，一说为四川茂县），称聃季载，其后世子孙以封邑名为姓，去耳旁为冉姓。
- 出自楚国叔山氏。春秋时期，楚国有大夫叔山冉，其后代形成两支，一支仍以祖姓为叔山氏，一支以祖字为姓，称冉氏，形成冉姓一支。

## 外部連結
[在维基数据编辑]
 《百家姓》
 《欽定古今圖書集成·明倫彙編·氏族典·冉姓部》，出自陈梦雷《古今圖書集成》
- 冉氏网 （页面存档备份，存于）